# نگاشت همدیس

یک شبکهٔ مستطیلی و تصویر آن تحت نگاشت. توجه کنید که در این نگاشت زاویه‌های بین خطوط حفظ شده‌اند.

در ریاضیات، نگاشت همدیس تابعی است که زاویه‌ها را به صورت محلی حفظ می‌کند. در بیشتر موارد معمول، تابع نگاشت همدیس دارای دامنه و تصویر در صفحهٔ مختلط است.
در شکل فرمولی یک نگاشت:
اگر {\displaystyle U} و {\displaystyle V} زیر مجموعه‌ای از {\displaystyle \mathbb {C} ^{n}} باشند، در آن صورت:
یک تابع {\displaystyle f:U\to V} در یک نقطهٔ  {\displaystyle u_{0}\in U} همدیس (یا زاویه‌نگهدار) خوانده می‌شود اگر زاویه و جهت خم‌هایی که از آن نقطه می‌گذرند را حفظ نماید. نگاشت‌های همدیس اندازهٔ زاویه و شکل را برای اشکال بی‌نهایت کوچک حفظ می‌کنند ولی نه لزوما انحنا را.
تابع {\displaystyle f:U\to V} ذر نقطه {\displaystyle u_{0}\in U} همدیس است, اگر و تنها اگر در این نقطه تحلیلی بوده و مقدار مشتق آن غیر صفر باشد.